# Panmunjom-erklæringen
Panmunjom-erklæringen for fred, velstand og forening på den koreanske halvø blev vedtaget mellem den demokratiske befolkning i Den Demokratiske Folkerepublik Koreas Kim Jong-un og Republikken Koreas Moon Jae-in den 27. april 2018 under det interkoreanske topmøde i 2018.
Ifølge erklæringen indvilligede lederne i Nord- og Sydkorea sammen om at afslutte koreakrigen og den koreanske konflikt og begyndte en ny æra af fred og delte forpligtelser i afslutningen af afdelinger og konfrontationer ved at nærme sig en ny æra af national forsoning, fred og velstand og forbedringer af interkoreanske relationer.
Denne erklæring omfatter denuklearisering af den koreanske halvø.

## Tekst fra Panmunjom-erklæringen
I løbet af denne vigtige periode med historisk omdannelse på den koreanske halvø, som afspejler det koreanske folks varige ønske om fred, velstand og forening, præsident Moon Jae-in i Republikken Korea og formand for Kim Jong-un fra Statens Den Demokratiske Folkerepublik Korea afholdt en interkoreansk topmøde i fredshuset i Panmunjom den 27. april 2018.
De to ledere erklærede højtideligt for de 80 millioner koreanske folk og hele verden, at der ikke vil være mere krig på den koreanske halvø, og der er således begyndt en ny æra af fred.
De to ledere, der deler den faste forpligtelse til at bringe en hurtig ende på den kolde krigs relikvie af en langvarig opdeling og konfrontation, indadtil at henvende sig til en ny æra af national forsoning, fred og velstand og at forbedre og dyrke interkoreanske relationer i en mere aktiv måde, erklæret på dette historiske sted Panmunjom som følger:
1. Syd- og Nordkorea vil genskabe folkets blodforbindelser og fremskynde fremtiden for samvelfærd og forening under ledelse af koreanerne ved at lette omfattende og banebrydende fremskridt i interkoreanske relationer.

Forbedring og dyrkning af interkoreanske relationer er hele nationens fremherskende ønske og den hastende opfordring til de tider, der ikke længere kan holdes tilbage.
1. Sydkorea og Nordkorea bekræftede princippet om at bestemme den koreanske nations skæbne for egen regning og enedes om at frembringe vandskredens øjeblik for forbedring af interkoreanske relationer ved fuldt ud at gennemføre alle eksisterende aftaler og erklæringer vedtaget mellem de to parter hidtil.
2. Syd- og Nordkorea blev enige om at holde dialog og forhandlinger på forskellige områder, herunder på højt plan, og at tage aktive foranstaltninger til gennemførelse af de aftaler, der blev opnået på topmødet.
3.Syd- og Nordkorea blev enige om at oprette et fælles forbindelseskontor med bosiddende repræsentanter for begge sider i Kaesong-regionen for at lette en tæt konsultation mellem myndighederne samt en jævn udveksling og samarbejde mellem befolkningerne.
4. Syd- og Nordkorea blev enige om at fremme mere aktivt samarbejde, udvekslinger, besøg og kontakter på alle niveauer for at forynge følelsen af national forsoning og enhed. Mellem syd og nord vil to sider fremme atmosfæren af amity og samarbejde ved aktivt at arrangere forskellige fællesarrangementer på de datoer, der har særlig betydning for både Syd- og Nordkorea, såsom 15. juni, hvor deltagere fra alle niveauer, herunder centrale og lokale myndigheder, parlamenter, politiske partier og civile organisationer, vil blive involveret. På den internationale front gik to parter ind for at demonstrere deres kollektive visdom, talenter og solidaritet ved at deltage i internationale sportsbegivenheder som Asiatiske Lege 2018.
5. Syd- og Nordkorea blev enige om at bestræbe sig på hurtigt at løse de humanitære problemer, der skyldtes landets opdeling, og at indkalde det interkoreanske Røde Kors-møde til at diskutere og løse forskellige problemer, herunder genforening af adskilte familier. I denne vej besluttede Syd- og Nordkorea at fortsætte med genforeningsprogrammer for de adskilte familier i anledning af den nationale befrielsesdag den 15. august i år.
6. Syd- og Nordkorea blev enige om aktivt at gennemføre de projekter, der tidligere var aftalt i den 4. oktober-erklæring for at fremme en afbalanceret økonomisk vækst og samvelfærd i landet. Som et første skridt blev de to parter enige om at vedtage praktiske skridt hen imod forbindelse og modernisering af jernbaner og veje på den østlige transportkorridor samt mellem Seoul og Sinuiju til deres udnyttelse.
2. Syd- og Nordkorea vil gøre en fælles indsats for at lindre den akutte militærspænding og praktisk talt fjerne faren for krig på den koreanske halvø.
1. Syd- og Nordkorea blev enige om helt at ophøre med alle fjendtlige handlinger mod hinanden på alle områder, herunder land, luft og hav, der er kilden til militær spænding og konflikt. På denne måde var de to parter enige om at omdanne den demilitariserede zone til en fred zone i en ægte forstand ved at ophøre fra den 1. maj i år alle fjendtlige handlinger og eliminere deres midler, herunder udsendelse via højttalere og distribution af foldere i områderne langs den militære afgrænsningslinje.
2. Syd- og Nordkorea blev enige om at udarbejde en praktisk ordning for at omdanne områderne omkring den nordlige grænselinje i Vesterhavet til en maritim fredzone for at forhindre utilsigtede militære sammenstød og garantere sikre fiskeriaktiviteter.
3. Syd- og Nordkorea blev enige om at tage forskellige militære foranstaltninger for at sikre gensidigt samarbejde, udvekslinger, besøg og kontakter. De to parter indvilligede i at afholde hyppige møder mellem militære myndigheder, herunder forsvarsministermødet, for øjeblikkeligt at diskutere og løse militære problemer, der opstår mellem dem. I den henseende var de to parter enige om først at indkalde militære samtaler i generalsekretæren i maj.
3. Syd- og Nordkorea vil samarbejde aktivt for at etablere et permanent og solidt fredssystem på den koreanske halvø. At bringe en standsning af den nuværende unaturlige tilstand af våbenstilstand og etablering af en fast fredstilstand på den Koreanske Halvø er en historisk mission, som ikke må forsinkes yderligere.
1. Syd- og Nordkorea bekræftede ikke-aggressionsaftalen, som udelukker brugen af magt i nogen form mod hinanden, og accepterede at nøje overholde denne aftale.
2. Syd- og Nordkorea blev enige om at gennemføre nedrustning på en gradvis måde, da militær spænding lindres, og der gøres betydelige fremskridt i militær tillidenskabelse.
3. I løbet af dette år markerer 65-årsdagen for hæren, Syd- og Nordkorea enighed om aktivt at forfølge trepartsmøder, der involverer de to Korea og USA, eller firdobbeltmøder med de to Korea, USA og Kina med henblik på at erklære en ende på krigen og etablere et permanent og solidt fredsregime.
4. Syd- og Nordkorea bekræftede det fælles mål om at gennem en fuldstændig denuklearisering skabe en nuklearfri koreansk halvø, Syd- og Nordkorea, at de foranstaltninger, der indledes af Nordkorea, er meget betydningsfulde og afgørende for en denuklearisering af den koreanske halvø og indvilligede i at udføre deres respektive roller og ansvar i denne henseende. Syd- og Nordkorea blev enige om aktivt at søge støtte og samarbejde fra det internationale samfund til denuklearisering af den koreanske halvø.
De to ledere var enige om gennem regelmæssige møder og direkte telefonsamtaler at holde hyppige og ærlige drøftelser om vigtige spørgsmål for nationen, for at styrke den gensidige tillid og i fællesskab bestræbe sig på at styrke det positive momentum i retning af løbende fremskridt mellem de mellemkoreanske forbindelser og fred, velstand og forening af den koreanske halvø.
I denne sammenhæng indvilligede præsident Moon Jae-in i om at besøge Pyongyang i efteråret.

27. april 2018
Udfærdiget i Panmunjom
(underskrift) Moon Jae-in, præsident, Republikken Korea
(underskrift) Kim Jong-un, formand, Statskontor, Den Demokratiske Folkerepublik Korea